# Amphithéâtre de Carnuntum
 (janvier 2022).
Si vous disposez d'ouvrages ou d'articles de référence ou si vous connaissez des sites web de qualité traitant du thème abordé ici, merci de compléter l'article en donnant les références utiles à sa vérifiabilité et en les liant à la section « Notes et références ».
L'amphithéâtre de Carnuntum était situé à l'extérieur des murs, à environ 700 mètres, de la cité civile de Carnuntum, en Pannonie (aujourd'hui en Basse-Autriche).
Cet amphithéâtre, construit au IIe siècle, à l'ouest de la ville, probablement sous le règne d'Hadrien, resta en service jusqu'au IVe siècle.
Il possédait deux portes, l'une au nord, l'autre au sud. C'était un amphithéâtre en pierre ; les gradins étaient quant à eux en bois. Ses mesures étaient de 127,5 m sur 111 m. On considère que l'amphithéâtre pouvait accueillir entre 13 000 et 14 000 personnes.
Malgré les fouilles, la zone où l'on a récemment découvert l'école de gladiateurs a reçu peu d'attention. Les photographies aériennes ont montré des constructions avec des magasins et des tavernes le long du côté est de la route romaine qui reliait la ville antique à l'arène. Cependant, il n'y avait aucune construction sur le côté opposé de la route.
L'école de gladiateurs de Carnuntum est un complexe indépendant de 2 800 mètres carrés, entouré d'un mur. Les bâtiments sont disposés autour d'une grande cour intérieure, où le radar pénétrant a décelé une construction circulaire formant l'arène, d’un diamètre de 19 mètres, avec des sièges en bois pour les spectateurs. Des images détaillées du radar montrent les fondations d’une chaufferie, d’un complexe de baignade et d’une structure qui pourrait avoir été une aile d'administration, ainsi que le logement du propriétaire de l'école de gladiateurs. Les logements des gladiateurs sont sur le côté, avec des cellules de 10 mètres carrés environ.
Il existait un autel à Diane et Nemesis qui protégeait les gladiateurs et les soldats.
Il appartient aujourd'hui au parc archéologique de Carnuntum.